# Джеймстаун (Света Елена)
Вижте пояснителната страница за други значения на Джеймстаун.
Джеймстаун (на английски: Jamestown) е пристанищен град, столица на отвъдморската територия на Великобритания Света Елена, Възнесение и Тристан да Куня. Градът е основан през 1659 г. от Източноиндийската компания. Изграден е на брега на залив Джеймс. И заливът, и градът са кръстени на Йоркския херцог, а по-късно и крал, Джеймс II. На 3 km южно от града са изградени губернаторската резиденция, наречена Plantation House, и храмът Свети Павел (Cathedral of St. Paul's). На 4 km югозападно от Джеймстаун се намира селището Лонгуд, където е бил заточен и умира Наполеон през 1821 г. Домът, който е обитавал, днес се охранява от правителството на Франция.
През 1998 г. населението на Джеймстаун наброява 864 души, което представлява около една шеста от цялото население на острова.

## Климат
Климатът на Света Елена е тропически, морски и умерен от Бенгелското течение и пасатите, духащи почти непрестанно. Температурите в Джеймстаун на северния подветрен бряг са от порядъка на 21 – 28 °C през лятото и 17 – 24 °C през останалата част от годината.
| Климатични данни за Джеймстаун        | Климатични данни за Джеймстаун | Климатични данни за Джеймстаун | Климатични данни за Джеймстаун | Климатични данни за Джеймстаун | Климатични данни за Джеймстаун | Климатични данни за Джеймстаун | Климатични данни за Джеймстаун | Климатични данни за Джеймстаун | Климатични данни за Джеймстаун | Климатични данни за Джеймстаун | Климатични данни за Джеймстаун | Климатични данни за Джеймстаун | Климатични данни за Джеймстаун |
| Месеци                                | яну.                           | фев.                           | март                           | апр.                           | май                            | юни                            | юли                            | авг.                           | сеп.                           | окт.                           | ное.                           | дек.                           | Годишно                        |
| Абсолютни максимални температури (°C) | 32                             | 32                             | 33                             | 34                             | 28                             | 27                             | 26                             | 26                             | 26                             | 26                             | 27                             | 28                             | 34                             |
| Средни максимални температури (°C)    | 27                             | 27                             | 28                             | 27                             | 24                             | 23                             | 22                             | 22                             | 22                             | 23                             | 23                             | 24                             | 24                             |
| Средни минимални температури (°C)     | 21                             | 21                             | 22                             | 21                             | 19                             | 18                             | 17                             | 17                             | 17                             | 18                             | 18                             | 19                             | 19                             |
| Абсолютни минимални температури (°C)  | 17                             | 19                             | 19                             | 17                             | 16                             | 16                             | 14                             | 15                             | 14                             | 16                             | 17                             | 16                             | 14                             |
| Средни месечни валежи (mm)            | 8                              | 10                             | 20                             | 10                             | 18                             | 18                             | 8                              | 10                             | 5                              | 3                              | 0                              | 3                              | 113                            |
| ------------------------------------- | ------------------------------ | ------------------------------ | ------------------------------ | ------------------------------ | ------------------------------ | ------------------------------ | ------------------------------ | ------------------------------ | ------------------------------ | ------------------------------ | ------------------------------ | ------------------------------ | ------------------------------ |
| Източник: BBC Weather                 |                                |                                |                                |                                |                                |                                |                                |                                |                                |                                |                                |                                |                                |

## Галерия
- Джеймстаун през юни 1970 година.
- Карта на острова.
- Градът отвисоко
- Стълбите на Джейкъб.